# Código Taihō
O Código Taihō ou Código de Taihō (大宝律令, Taihō-ritsuryō) foi uma reorganização administrativa editada em 701 no Japão, ao final do Período Asuka.  Foi historicamente um dos Ritsuryō-sei (律令制, ritsuryō-sei). Foi compilado sob a direção do Príncipe Osakabe, Fujiwara no Fuhito e Awata no Mahito a pedido do Imperador Monmu e, assim como outros projetos do governo daquele período, foi largamente uma adaptação do sistema de governo da Dinastia Tang da China.
O estabelecimento do Código Taihō foi um dos primeiros eventos a incluir o Confucionismo como um elemento significante do código japonês de ética e governo. O código foi revisado durante o Período Nara para acomodar algumas práticas e necessidades japonesas da administração. A edição revisada foi nomeada Código Yōrō (養老律令, Yōrō-ritsuryō). A maior parte do trabalho no Código Yōrō foi concluída em 718. Entretanto, em alguns elementos do código, a lógica e a moral chinesa foram levadas a extremos. 
O Código Taihō tinha apenas duas grandes diferenças em relação ao modelo Tang. Primeiro, estatutos sociais e posições no governo se baseavam na hereditariedade, como sempre foi na tradição japonesa, não no talento, como faziam os chineses. Segundo, os japoneses rejeitaram o conceito chinês de "Mandato do Céu," afirmando que o poder do Imperador vem da sua descendência imperial, não de sua justiça como líder.
Acredita-se que o código foi baseado no Código de Yonghui (永徽律令, Yonghui lu ling), editado em 651 pelo (Imperador Yonghui).

## Organização do governo
O Código Taihō estabeleceu dois órgãos de governo: o Departamento de Cultos (神祇官, Jingi-kan) e o Departamento de Estado (太政官, Daijō-kan). O Jingi-kan era o principal órgão, tendo precedência sobre o Daijō-kan, e cuidava de todas as matérias espirituais, religiosas e ritualísticas. O Daijō-kan cuidava de todas as matérias seculares e administrativas.
O Jingi-kan, ou Departamento de Cultos, era responsável pelos festivais anuais e cerimônias oficiais da corte como as coroações, a manutenção dos santuários xintoístas, a disciplina dos guardas dos santuários, e a observação e registro de oráculos e adivinhações. É importante notar que o departamento, apesar de governar todos os santuários xintoístas do país, não tinha conexão com o budismo.
O Daijō-kan, ou Departamento de Estado, gerenciava todas as questões seculares e era encabeçado pelo Grande Conselho de Estado, presidido pelo Daijō Daijin (太政大臣, Chanceler). Os Ministros da Esquerda e Direita (Sadaijin 左大臣 e Udaijin 右大臣 respectivamente), Controladores da Esquerda e Direita (Sadaiben 左大弁 e Udaiben 右大弁), quatro Grandes Conselheiros (Dainagon 大納言) e três Conselheiros Menores (Shōnagon 少納言) formavam o Conselho, e eram responsáveis ao Daijō-daijin. Os oito ministros de governo eram responsáveis pelos Controladores e Ministros da Esquerda e Direita.

## Organização provincial e administração

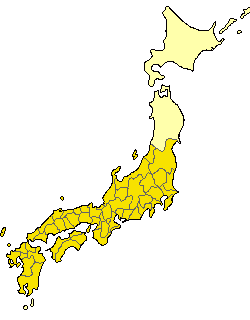
Mapa das províncias em 701–702

O país foi dividido em províncias chamadas kuni (国), e o governo central indicava governadores provinciais, kokushi (国司), divididos em quatro níveis ( Shitōkan), kami, suke, jo e sakan para cada província. As províncias foram depois divididas em distritos chamados gun (郡) ou kōri, administrados por oficiais locais denominados gunji (郡司). Esses oficiais locais eram primariamente responsáveis por manter a paz, coletar impostos, recrutar trabalho para a corveia,  manter registros da população e de loteamento de terras. Com a posterior subdivisão dos distritos, a organização local variou muito, mas sempre mantendo o modelo de uma vila chefiada por um líder.
Contudo, o número de províncias não era fixo. À medida que novas terras se desenvolviam, novas províncias eram criadas. À época da edição do código, havia 66 províncias compreendendo 592 distritos.

## Influência chinesa
O sistema chinês conhecido como ritsuryō no Japão foi adotado ao mesmo tempo pelos reinos da Coreia e do Japão. 
Segundo o Shoku Nihongi, a comissão do Código Taihō era formada por 18 aristocratas japoneses e um estudioso chinês (薩弘恪 Satsu Koukaku) O estudioso chinês Satsu teve um papel importante. Ele participou da edição do Nihonshoki, sendo recompensado pelo Imperador do Japão. 

## Cronologia
O entendimento das condições anteriores à edição das reformas do Taihō continua repleto de questões, mas há muitos tópicos que podem ser inferidos – por exemplo:  
"A Reforma de 645 oi muito mais abrupta e radical do que as mudanças similares de 1868. Na anterior, a nação toda era mais [sic] passiva, com poucos estadistas acompanhando as mudanças.  Em 1868, embora o trono imperial fosse o centro do movimento, o trabalho de fato teve a participação de [sic] uma considerável seção da nação.  Além disso, os japoneses do século XIX estavam mais preparados, política, social e intelectualmente, para a sua nova vida, do que aqueles do século VII. Para não mencionar a formação do regime feudal, que envolveu um treinamento mental muito mais complexo do que a sociedade de 645, pelo renascimento intelectual que houve, a partir do contato com o ocidente e do estudo de livros holandeses.
A examinação dos textos anteriores é um trabalho da historiografia – por exemplo: 
"Algo precisa ser dito sobre a forma como o Código Taihō chegou até nós. Ele só existe na edição de 833, que contém , ao lado do texto de 701, os comentários oficiais compilados em 718 e 833. As datas não são anotadas, além de ser uma questão importante saber quanto era o conteúdo original editado em 701. O trabalho é escrito em três tipos diferentes que entrelaçam um no artigo do outro, o primeiro sendo o maior, o segundo o menor, e o terceiro uma glosa escrita em linhas duplas. Destes, o primeiro forma o texto principal, enquanto os outros dois são comentários sobre o primeiro. O segundo texto ocupava uma porção menor do comentário do que o terceiro. Estabelecemos que o terceiro tipo foi escrito depois dos outros dois em 809, pois um edito daquele ano cita passagens dos dois primeiros, mas sem se referir ao terceiro, que se já existisse, pela sua natureza não poderia escapar da referência. Essa evidência sugere que o terceiro tipo se refere aos comentários de 833, pois nenhum outro comentário foi feito entre os anos de 809 e 833."
Apesar de essencial como ponto de partida, qualquer lista de eventos seriais revelaria apenas parte dessa história – por exemplo: 
- 645, 6º mês: Imperador Kōtoku empossado.
  - Apontados os três ministros.
  - Nomeado o primeiro ano do período, Taika.
- 645, 8º mês: 
  - Os governadores do leste são apontados e recebem instruções.
  - Apelos do povo ao governo e ao Imperador foram atendidos.
  - Estatutos dos livres e não-livres foram estabelecidos.
  - O culto budista é organizado, protegido e controlado.
- 645, 9º mês: 
  - A revolta e queda do Príncipe Furubito; um partido de oposição eliminado.
  - Reunidas as armas do país.
  - Os homens poderosos são proibidos de engrossar a terra.
- 646, 1º mês:
  - O Decreto da Reforma, abolindo miyake, tomo e palacetes privados, estabelecendo salários para os oficiais, definindo a região central e as unidades administrativas menores, e regulando loteamento de terras e impostos.
  - Ordenou-se que fábricas de armaduras fossem construídas nos kuni e kiri.
- 646, 3º mês:
  - Os mita e miyake confiscados.
  - Abusos nos enterros e casamentos e alguns maus costumes populares corrigidos.
- 652, 4º mês: Completado o loteamento de terras e feito o censo. Vilas organizadas em unidades de cinco casas.[7]